# Швалмщат
Швалмщат (на немски: Schwalmstadt) е град в Северен Хесен, Германия, със 17 861 жители (към 31 декември 2015). Швалмщат се създава през 1970 г. след обединението на двата града Трейза и Цигенхайн и околните села.
Намира се на река Швалм и на ок. 50 km северно от Касел, на ок. 35 km източно от Марбург и на ок. 80 km югоизточно от Фулда.